# Proancylosis argenticostata
Proancylosis argenticostata är en fjärilsart som beskrevs av Boris Ivan Balinsky 1991. Proancylosis argenticostata ingår i släktet Proancylosis och familjen mott. Inga underarter finns listade i Catalogue of Life.